# Stanisław Ossowski (socjolog)

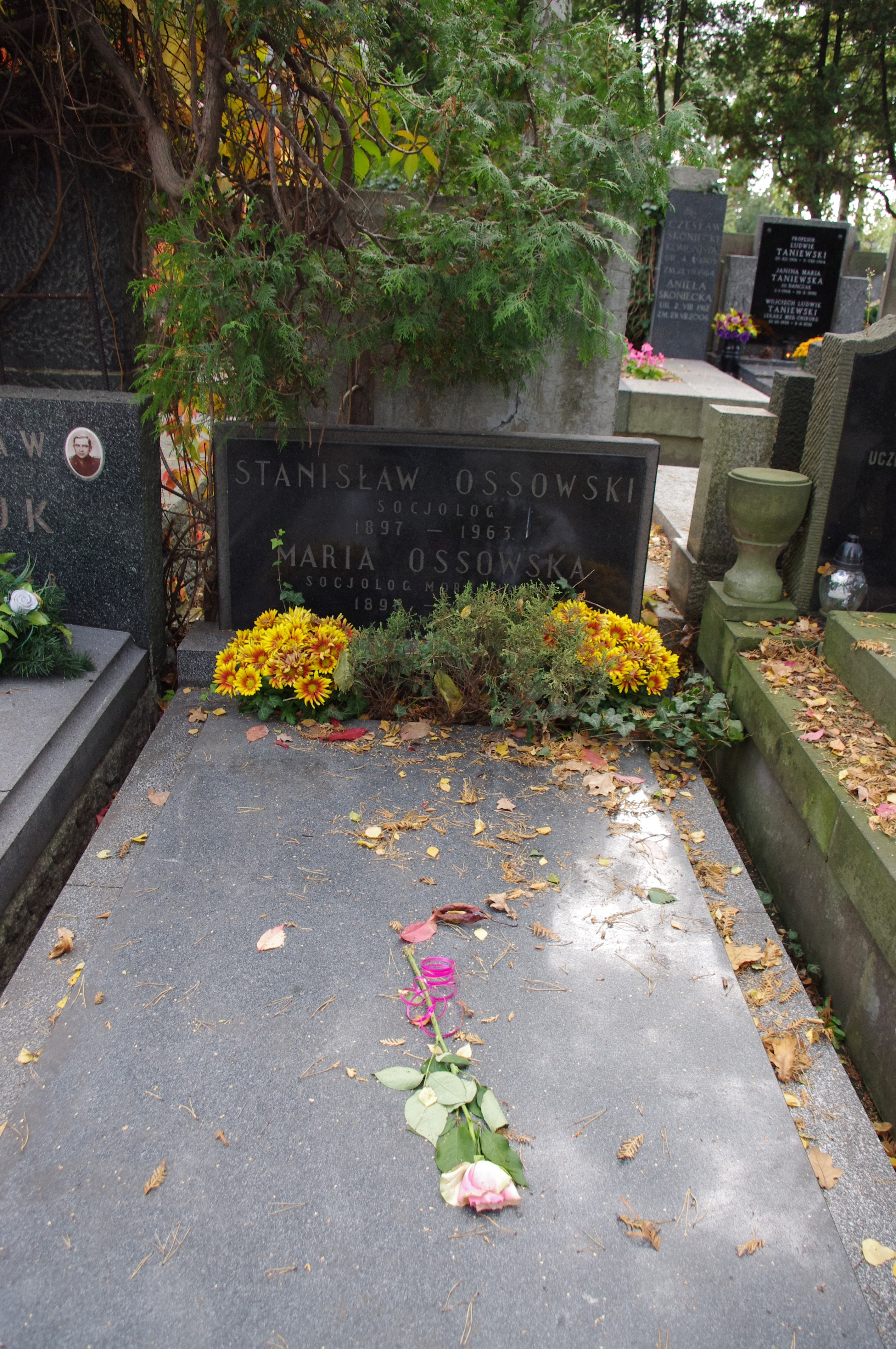
Grób socjologów Marii i Stanisława Ossowskich na cmentarzu Wojskowym na Powązkach w Warszawie

Stanisław Ossowski (ur. 22 maja 1897 w Lipnie, zm. 7 listopada 1963 w Warszawie) – polski socjolog, psycholog społeczny, metodolog nauk społecznych i teoretyk kultury. Profesor Uniwersytetu Łódzkiego (lata 1945–1947) i Uniwersytetu Warszawskiego (lata 1947–1963). Mąż Marii Ossowskiej.

## Życiorys
Syn lekarza Władysława Karola Ossowskiego i Kazimiery Marii Pyrowicz. Stanisław Ossowski po ukończeniu gimnazjum we Włocławku, w 1915 roku rozpoczął studia filozoficzne na Uniwersytecie Warszawskim. W 1918 roku przerwał studia i wyjechał do Krakowa, by wstąpić do I Pułku Ułanów. Od 1919 roku kontynuował studia na Uniwersytecie Wileńskim, gdzie utrzymywał się z korepetycji. Brał udział w wojnie polsko-bolszewickiej 1920 roku. Po wojnie kontynuował studiowanie filozofii na Uniwersytecie Warszawskim. Jego nauczycielami byli m.in. Tadeusz Kotarbiński, Jan Łukasiewicz i Władysław Tatarkiewicz. W 1921 roku otrzymał stypendium rządu francuskiego, dzięki czemu studiował w Paryżu (Collège de France), w Rzymie i w Londynie (m.in. u Bronisława Malinowskiego). W okresie międzywojennym nauczyciel języka polskiego w Prywatnym Żeńskim Gimnazjum Cecylii Plater-Zyberkówny. 
Doktorat (Analiza pojęcia znaku, 1925) napisał u Tadeusza Kotarbińskiego na UW. W 1933 roku uzyskał habilitację. W latach 1934-1936 dzięki stypendium Funduszu Kultury Narodowej przebywał w Wielkiej Brytanii.
Brał udział w kampanii wrześniowej 1939 roku jako dowódca plutonu karabinów maszynowych w 1 Pułku Strzelców Konnych. Okupację spędził we Lwowie i w Warszawie. Od 1941 roku uczył socjologii na podziemnym uniwersytecie. W 1944 roku ukrywał się w Legionowie i Bukowinie Tatrzańskiej. 
Od 1945 roku związany z Uniwersytetem Łódzkim, który współorganizował. Od 1947 roku pracował na UW. W czasach stalinowskich w 1951 roku został odsunięty od prowadzenia zajęć dydaktycznych, a prowadzoną przez niego Katedrę Socjologii zlikwidowano. W 1956 roku na fali odwilży popaździernikowej przywrócono mu prawo prowadzenia zajęć. W 1957 roku założył na Wydziale Filozoficznym UW Katedrę Socjologii I (niemarksistowską), funkcjonującą obok marksistowskiej Katedry Socjologii II.
W 1957 roku współtworzył Polskie Towarzystwo Socjologiczne, w latach 1959–1962 był wiceprzewodniczącym Międzynarodowego Stowarzyszenia Socjologicznego. W 1958 roku przebywał na Harvard University jako visiting professor.
Ossowski był jednym z największych autorytetów intelektualno-moralnych w powojennej Polsce, przyczynił się w znacznym stopniu do odbudowy znaczenia socjologii polskiej.
Był przedstawicielem orientacji humanistycznej, dostrzegał zasadnicze różnice pomiędzy naukami przyrodniczymi a społecznymi. Sądził, że wszystkie zjawiska życia społecznego mają aspekt świadomościowy. Na przykład więź społeczna, szczególnie etniczna czy narodowa, jest efektem wyobrażeń i przekonań. Ich formy patologiczne takie jak rasizm czy szowinizm Ossowski zdecydowanie piętnował, chwaląc jednocześnie przejawy pozytywne takie jak patriotyzm („ojczyzna prywatna” lub „ojczyzna ideologiczna”).
Przedmiotem jego zainteresowania był podział klasowy społeczeństw socjalistycznych i kapitalistycznych. Uważał, że przywileje związane ze statusem społecznym i nierówność ekonomiczna trwają mimo zniesienia podziału klasowego.
Przez całe życie pisał dziennik, którego fragmenty ukazały się w kwartalniku Kultura i Społeczeństwo (1983/84) oraz w książce pt. Intymny portret uczonych. 
Pochowany na cmentarzu Powązki Wojskowe w Warszawie (kwatera C2-9-9). 
W 2013 otrzymał tytuł Honorowego Obywatela Lipna.

## Najważniejsze dzieła
- Funkcja dziejowa nauki, Nauka Polska, t.4 (1923)
- U podstaw estetyki (1933) [ rozprawa habilitacyjna ]
- Nauka o nauce (1935)
- Dziedziczność i środowisko, Przegląd Socjologiczny, Tom IV, Zeszyt 1-2 (1936)
- Nauki humanistyczne a ideologia społeczna, Nauka Polska, t. 20 (1937)
- Więź społeczna i dziedzictwo krwi (1939)
- Struktura klasowa w społecznej świadomości (1957)
- O osobliwościach nauk społecznych (1962)
- O ojczyźnie i narodzie (1984)
- Wybór pism estetycznych (2004)